# Меркл, Ральф
Ральф Чарльз Меркл (англ. Ralph Charles Merkle; родился 2 февраля 1952, Беркли, Калифорния, США) — американский криптограф, известный своими работами в области криптосистем с открытым ключом (протокол Диффи — Хеллмана — Меркла) и хеширования (структура Меркла — Дамгора).

## Биография

### Происхождение
Предки Меркла были родом из Швейцарии. Прапрадед Йоханн Ульрих Меркле родился 1 октября 1810 года в швейцарском городе Берлинген. Спустя два года после женитьбы Йоханна Меркле в 1863 году, 9 апреля 1865 года в Базеле родился Эрнст Джон Карл Меркле, будущий прадед учёного. Эрнст Меркле переехал в США, где в 1887 году в Фаулере женился на Анне Тильман. Семья постоянно переезжала с места на место. В 1927 году Эрнст Меркле скончался, оставив после себя сыновей — Фреда и Эрнста Меркла-младшего, деда Ральфа.
Ральф Меркл родился 2 февраля 1952 года в Беркли в семье Теодора Чарльза Меркла, впоследствии известного по должности технического директора проекта «Плутон». Тед Меркл был известен своей одержимостью работой и нетерпеливостью. Коллеги сравнивали его с «сильным ветром», а иной раз — и со «слоном в посудной лавке». Его коллега Джим Хэдли говорил, что Тед не склонен был распутывать гордиев узел, предпочитая разрубить его. Незадолго до рождения Ральфа, Тед окончил университет в Беркли и работал ассистентом преподавателя. Жалованье было небольшим, и семье, в которой было трое детей, иногда приходилось ограничивать свой рацион, но Тед всё равно гордился тем, что растил троих детей на зарплату ассистента преподавателя.
Мечтой Меркла-старшего было изучение космоса на какой-нибудь ионной ракете, летящей со световой скоростью. Проект «Плутон» дал ему возможность приблизиться к исполнению своей мечты. 1 января 1957 года Меркл, к тому времени уже получивший докторскую степень и возглавлявший исследовательское подразделение в Радиационной лаборатории имени Лоуренса, был назначен техническим директором проекта. Уже в период закрытия проекта (в 1964 году) у Теда Меркла врачи обнаружили рак печени. Столкнувшись с ограниченным уровнем медицины того времени, Тед весьма расстроился. Но в дальнейшем, он совместно с ещё одним инженером, разработал раннюю версию компьютерной томографии, выполняемой при помощи лабораторных компьютеров. При помощи этой разработки они сделали «топографическую карту» печени Меркла. По воспоминаниям его коллеги, Меркл мужественно относился к своей болезни, зная, что неизлечимо болен.
Старшая сестра Джудит Меркл-Райли (англ. Judith Merkle Riley; 1942—2010) стала писательницей, написала шесть исторических романов, которые принесли ей известность.

### Ранние годы
После окончания Ливерморского колледжа в 1970 году Меркл поступил в Калифорнийский университет в Беркли. В университете занимался проектированием электрических систем, но к 1973 году заинтересовался алгоритмами шифрования. Наибольший интерес у Меркла вызвала задача обеспечения защиты коммуникаций между терминалом и компьютером при их взаимодействии по открытым линиям. В 1974 году окончил университет, получив степень бакалавра искусств в области информатики. В том же году предложил первую неклассифицируемую схему для защищённого обмена данными по незащищённым каналам, ключевая идея которой заключалась в том, что для вмешательства постороннего участника ему понадобится N2 больше времени, где N — время, необходимое доверенным участникам время для выполнения соответствующих математических операций над обмениваемой информацией. Несмотря на то, что данный подход содержал в себе уязвимые места (например, при использовании квантовых вычислений операции выполнялись значительно быстрее), данный алгоритм предложил идею для дальнейших исследований.

### Научная деятельность
В октябре 1989 года журнал Cryonics опубликовал статью Меркла «Молекулярное восстановление мозга», которая вызвала значительный резонанс. Так, например, в 1990 году известный фантаст Артур Кларк в своём романе Призрак исполина процитировал фразу из статьи, упомянув Меркла и Alcor. Столь значительный интерес к статье был обусловлен тем, что в ней Меркл через ряд логических и математических доводов пытался доказать реальность осуществления крионики. Однако, ряд приведённых им доводов подвергся критике. В феврале 1991 года журнал Cryonics опубликовал критическую рецензию доктора Грегори Фэйхи (англ. Greg Fahy), посвятившего себя изучению вопросов криобиологии и геронтологии. Фэйхи отмечал ряд слишком вольных, на его взгляд, допущений, ставя под сомнение выводы, сделанные Мерклом. Эта критика задела Меркла за живое, из-за чего он вскоре опубликовал ответную статью, в которой возражал Фэйхи, но в 1994 году была опубликована дополненная версия статьи Меркла.

## Семья
Жена — Кэрол Шоу, разработчик компьютерных игр (поженились в 1983 году).